# Логиново (Павлово-Посадский городской округ)
Логиново — деревня в Московской области России. Входит в Павлово-Посадский городской округ. Население — 332 чел. (2010).

## География
Деревня Логиново расположена в центральной части городского округа, примерно в 6 км к юго-востоку от города Павловский Посад. Высота над уровнем моря 131 м. Рядом с деревней протекает река Дрезна. В деревне 2 улицы — Слободка и Тихвинская. Ближайший населённый пункт — деревня Теренино.

## История
В 1926 году деревня являлась центром Логиновского сельсовета Теренинской волости Орехово-Зуевского уезда Московской губернии.
С 1929 года — населённый пункт в составе Павлово-Посадского района Орехово-Зуевского округа Московской области, с 1930-го, в связи с упразднением округа, — в составе Павлово-Посадского района Московской области.
До муниципальной реформы 2006 года Логиново входило в состав Улитинского сельского округа Павлово-Посадского района.
В 1999-2000 гг. в деревне сооружена часовня Иконы Божией Матери Тихвинская.
С 2004 до 2017 гг. деревня входила в Улитинское сельское поселение Павлово-Посадского муниципального района.

## Население
| 1926 | 2002 | 2006 | 2010 |
| ---- | ---- | ---- | ---- |
| 676  | ↘402 | ↘317 | ↗332 |

В 1926 году в деревне проживало 676 человек (302 мужчины, 374 женщины), насчитывалось 116 хозяйств, из которых 91 было крестьянское. По переписи 2002 года — 402 человека (175 мужчин, 227 женщин).